# Rabodanges
Rabodanges är en kommun i departementet Orne i regionen Normandie i nordvästra Frankrike. Kommunen ligger i kantonen Putanges-Pont-Écrepin som tillhör arrondissementet Argentan. År 2018 hade Rabodanges 179 invånare.

## Befolkningsutveckling
Antalet invånare i kommunen Rabodanges
| Referens: INSEE |